# Judith Basin County
Judith Basin County är ett administrativt område i delstaten Montana, USA, med 2 072 invånare.  Den administrativa huvudorten (county seat) är Stanford. 

## Geografi
Enligt United States Census Bureau har countyt en total area på 4 846 km². 4 843 km² av den arean är land och 3 km² är vatten. 

### Angränsande countyn
- Chouteau County, Montana - nord
- Fergus County, Montana - öst
- Wheatland County, Montana - syd
- Meagher County, Montana - syd
- Cascade County, Montana - väst